# Emile Mercier (lokostrelec)
Emile Mercier, francoski lokostrelec, * ?, †  ?.
Mercier je sodeloval na lokostrelskem delu poletnih olimpijskih igrah leta 1900 v disciplini Au Chapelet na 50 m, kjer je dosegel tretje mesto.